# كشكسراي
كشكسراي (بالفارسية: کشکسرای) هي مدينة تقع في إيران في البلدة المركزية. يقدر عدد سكانها بـ 7,439 نسمة .